# Ars antiqua
Ars antiqua o ars vetus és el terme que la musicologia utilitza per a referir-se a la música polifònica d'un període no del tot concret, però en tot cas anterior al segle xiv, que es va desenvolupar de manera especialment brillant a França i que va tenir com a principal manifestació el motet politextual.

## Definició
La denominació arrenca del compositor francès del segle xiv Philippe de Vitry, que titulà el seu tractat, publicat l'any 1322, Ars Nova. En aquest tractat, feia una contraposició entre el caràcter innovador del seu estil -que ell considerava una ars nova- en contraposició a l'estil imperant a la segona meitat del segle xiii i que considerava totalment passat de moda i, per tant, un 'art antic' o ars antiqua. Aquesta denominació, encunyada al segle xiv amb un cert caràcter depreciatiu, és el que la moderna historiografia musical utilitza per referir-se a la música polifònica europea d'un període que no coincideix en totes les fonts: 
- En opinió d'alguns, l'ars antiqua abraça tota la polifonia anterior a l'ars nova, és a dir, anterior al 1320.[3]
- D'altres, a l'extrem contrari, consideren que només s'ha d'aplicar a la música polifònica de la segona meitat del segle xiii, és a dir, la que Philippe De Vitry considerava especialment passada de moda i que ve representada per Petrus de Cruce (Pierre de la Croix) i per Franco de Colonia. Tischler, Hans: Propos Meter and Rhythm in the Ars Antiqua. «Enllaç».
- També hi ha els que la fan coincidir amb tot el segle xiii. Entre aquests, hi hauria Leigh Gerdine,[4] Jane Chance[5] o diferents professors de la Universitat de Salamanca.[6]
- D'altres n'avancen l'inici a finals del segle xii.[7]
- Finalment, un altre grup considera que és la música polifònica d'entre els anys 1100 i 1300 aproximadament, o ben bé els dos segles: el XII i el XIII,[8] de manera que sí que hi inclouen la música de l'escola de Notre-Dame.

Malgrat el caràcter pejoratiu que adquireix l'expressió en el tractat que li dona naixença, pels mateixos anys, Jacobus de Lieja, un altre teòric i compositor, feia una defensa d'aquest estil que ja no va tenir gaire més requesta en els anys a venir, en el seu tractat titulat Speculum Musicae.

## Història
L'ars antiqua és una conseqüència del desenvolupament musical ocorregut entre els segles ix i xii, quan apareixen les primeres formes polifòniques:
- L'organum, que consistia a afegir a una melodia gregoriana, anomenada cantus firmus, una segona veu a la distància d'un interval de quarta o quinta, anomenada veu organalis. Aquesta tècnica es desenvolupà en el marc de la música religiosa.
- El discantus, que consistia en dues veus que es mouen per moviment contrari.
- El cànon, que és una forma polifònica en la qual hi ha una sola melodia, però que es va repetint mitjançant entrades successives de diferents veus o instruments. La diferència amb les altres formes polifòniques és que aquí hi ha una sola melodia, però cantada o tocada en temps diferents. És la primera aparició d'un art polifònic profà i ple de vida.

En aquesta època, es desenvolupa la tècnica coneguda com a nota contra nota o contrapunctus, que amb el temps es va elaborant cada cop més fonamentalment en la part rítmica i s'arriba a cantar moltes notes per cada nota del tenor, nota que moltes vegades tenia el suport d'algun instrument.
Amb l'escola de París, neix un nou sistema polifònic, el conductus, en què la melodia principal no és gregoriana, sinó inventada pel compositor, amb un ritme més o menys processional. Però la gran invenció d'aquesta escola és el motet.
El motet és un cant a dues o tres veus de caràcter contrapuntístic. Té la peculiaritat que cada veu independent té un text diferent i un ritme també diferent, per la qual cosa resulta una música molt vivaç i contrastada.

## Compositors i teòrics destacats
Entre els nombrosos compositors, a més dels citats Léonin i Pérotin de l'escola de Notre-Dame, cal afegir-hi el gran compositor de motets Petrus de Cruce.
Entre els teòrics, cal destacar Jacobus de Lieja, i també Franco de Colonia i Adam de la Halle.
Tot i que l'estil de l'ars antiqua va començar a passar de moda durant les primeres dues dècades del segle xiv, va tenir el darrer defensor en Jacobus de Lieja, que en el seu Speculum Musicae (c. 1320) va llançar un violent atac contra una ars nova "irreverent i corrupta", defensant vigorosament l'estil antic. Els seus comentaris poden considerar-se un model per als crítics de música des de l'edat mitjana fins a l'actualitat. Per a Jacobus, l'ars antiqua era una música modesta, i l'ars nova era musica lasciva, és a dir, indulgent, capriciosa, indecent, i sensual.